# Calificación de crédito
La calificación crediticia, calificación de crédito o simplemente rating (en inglés credit rating/credit score) establece la capacidad de una entidad para pagar su deuda (creditworthiness) y el riesgo que conlleva invertir en esta deuda (ej. bonos). Los prestamistas se fijan en la calificación de riesgo para evaluar la posibilidad de impago (default) por parte de la entidad emisora de deuda. La calificación de crédito es determinada por las agencias de calificación de riesgo. Para asignar una calificación de crédito las agencias tienen en cuenta tanto el historial de pagos como la actual relación de bienes y deudas del emisor de deuda. La calificación de crédito da a los posibles prestamistas una medida clara y sencilla sobre el emisor de deuda, de modo que pueden cuantificar cuánto deben cargar por el préstamo que hacen, así como qué garantías adicionales (colateral) se deben incluir en el acuerdo a fin de minimizar el riesgo de impago. En el caso de los bonos, una calificación de crédito permite del mismo modo a los inversores determinar el riesgo de crédito, así como evaluar si el interés ofrecido es razonable de acuerdo con el riesgo asumido.

## Medida de la calificación de crédito
Las principales agencias de calificación de riesgo privadas son Moody's, Standard & Poor's y Fitch, las cuales suministran calificación de crédito tanto a largo como a corto plazo sobre la deuda de compañías, bonos y cualquier otro instrumento financiero. Estas agencias utilizan un sistema alfabético para determinar la calificación de crédito, pero no hay un código homogéneo entre ellas, sino que cada una utiliza una escala propia. Por ejemplo Moody's utiliza Aaa para su máxima calificación de crédito (aquellas que tienen menor riesgo) y la C para aquellas con menor calificación de crédito. Por el contrario S&P y Fitch dan una AAA como mejor calificación, y una D para las peores. Hay que tener presente que una calificación de crédito inferior a Baa (Moody's) o un BBB (S&P) no se considera una inversión, sino como una especulación de riesgo.
A diferencia de las compañías y los estados, a los individuos se les asigna una puntuación de crédito (credit score), no una calificación de crédito (credit rating).
| Nivel                        | Moody's     | Moody's     | S&P         | S&P         | Fitch       | Fitch       | Significado                                                                 |
| ---------------------------- | ----------- | ----------- | ----------- | ----------- | ----------- | ----------- | --------------------------------------------------------------------------- |
| Nivel                        | Largo plazo | Corto plazo | Largo plazo | Corto plazo | Largo plazo | Corto plazo | Significado                                                                 |
| Grado inversión              | Aaa         | Prime-1     | AAA         | A-1+        | AAA         | F1+         | Máxima calidad crediticia.                                                  |
| Grado inversión              | Aa1         | Prime-1     | AA+         | A-1         | AA+         | F1          | Alta calidad crediticia.                                                    |
| Grado inversión              | Aa2         | Prime-1     | AA          | A-1         | AA          | F1          | Alta calidad crediticia.                                                    |
| Grado inversión              | Aa3         | Prime-1     | AA-         | A-1         | AA-         | F1          | Alta calidad crediticia.                                                    |
| Grado inversión              | A1          | Prime-2     | A+          | A-2         | A+          | F2          | Buena calidad crediticia.                                                   |
| Grado inversión              | A2          | Prime-2     | A           | A-2         | A           | F2          | Buena calidad crediticia.                                                   |
| Grado inversión              | A3          | Prime-2     | A-          | A-2         | A-          | F2          | Buena calidad crediticia.                                                   |
| Grado inversión              | Baa1        | Prime-3     | BBB+        | A-3         | BBB+        | F3          | Calidad crediticia satisfactoria. Existen tensiones a largo plazo.          |
| Grado inversión              | Baa2        | Prime-3     | BBB         | A-3         | BBB         | F3          | Calidad crediticia satisfactoria. Existen tensiones a largo plazo.          |
| Grado inversión              | Baa3        | Prime-3     | BBB-        | A-3         | BBB-        | F3          | Calidad crediticia satisfactoria. Existen tensiones a largo plazo.          |
| Grado especulación           | Ba1         | Not prime   | BB+         | B           | BB+         | B           | Calidad crediticia cuestionable. Futuro incierto pero con capacidad actual. |
| Grado especulación           | Ba2         | Not prime   | BB          | B           | BB          | B           | Calidad crediticia cuestionable. Futuro incierto pero con capacidad actual. |
| Grado especulación           | Ba3         | Not prime   | BB-         | B           | BB-         | B           | Calidad crediticia cuestionable. Futuro incierto pero con capacidad actual. |
| Grado especulación           | B1          | Not prime   | B+          | B           | B+          | B           | Calidad crediticia pobre/dudosa. La capacidad a largo plazo es baja.        |
| Grado especulación           | B2          | Not prime   | B           | B           | B           | B           | Calidad crediticia pobre/dudosa. La capacidad a largo plazo es baja.        |
| Grado especulación           | B3          | Not prime   | B-          | B           | B-          | B           | Calidad crediticia pobre/dudosa. La capacidad a largo plazo es baja.        |
| Especulación con alto riesgo | Caa1        | Not prime   | CCC+        | C           | CCC         | C           | Calidad crediticia muy pobre. Posibilidad de algún tipo de impagos.         |
| Especulación con alto riesgo | Caa2        | Not prime   | CCC         | C           | CCC         | C           | Calidad crediticia muy pobre. Posibilidad de algún tipo de impagos.         |
| Especulación con alto riesgo | Caa3        | Not prime   | CCC-        | C           | CCC         | C           | Calidad crediticia muy pobre. Posibilidad de algún tipo de impagos.         |
| Especulación con alto riesgo | Ca          | Not prime   | CC          | R           | CC          | C           | Alta probabilidad de algún tipo de impago.                                  |
| Especulación con alto riesgo | C           | Not prime   | C           | R           | C           | C           | Situación de impago inminente.                                              |
| Especulación con alto riesgo | -           | Not prime   | SD          | SD          | RD          | RD          | Impago selectivo o parcial.                                                 |
| Especulación con alto riesgo | -           | Not prime   | D           | D           | D           | D           | Impago general.                                                             |

### Por País

#### Canadá
El sistema de reportes de crédito y puntajes en Canadá es muy similar al de Estados Unidos, con dos de las mismas agencias de reporte activas en el país: Equifax y TransUnion.
Sin embargo, existen algunas diferencias clave. Una es que, a diferencia de los Estados Unidos, donde a un consumidor sólo se le permite una copia gratuita de su informe de crédito al año, en Canadá, el consumidor puede solicitar una copia gratuita de su informe de crédito cualquier número de veces al año, siempre y cuando la solicitud se haga por escrito, y siempre y cuando el consumidor solicite una copia impresa para ser entregada por correo.
Esta solicitud del consumidor se anota en el informe de crédito como una "investigación blanda", por lo que no tiene ningún efecto en su puntuación de crédito.
Las puntuaciones de Equifax Beacon y de TransUnion oscilan entre 300 y 900.

#### Estados Unidos
En los Estados Unidos, un puntaje de crédito es un número basado en un análisis estadístico de los archivos de crédito de una persona, que en teoría representa la solvencia de esa persona, que es la probabilidad de que esa persona pague sus cuentas.
El puntaje crediticio se basa principalmente en la información del informe de crédito, normalmente de una de las tres principales agencias de crédito: Experian, TransUnion y Equifax.
Los ingresos y el historial de empleo (o la falta de ellos) no son considerados por las principales agencias de crédito al calcular los puntajes de crédito.
Existen diferentes métodos para calcular los puntajes de crédito. La calificación FICO, el tipo de calificación de crédito más utilizado, es una calificación de crédito desarrollada por FICO, anteriormente conocida como Fair Isaac Corporation.
Varios factores afectan los puntajes de crédito del individuo. Un factor es la cantidad que un individuo tomó prestada en comparación con la cantidad de crédito disponible para el individuo. A medida que un individuo pide prestado, o apalancamiento, más dinero, la puntuación de crédito del individuo disminuye.